# Malaysia International Series 2022
Die Malaysia International Series 2022 im Badminton fand vom 8. bis zum 13. November 2022 in Ipoh statt.

## Sieger und Platzierte
| Disziplin    | Gold                    | Silber                     | Bronze                                          |
| ------------ | ----------------------- | -------------------------- | ----------------------------------------------- |
| Herreneinzel | Syabda Perkasa Belawa   | Lei Lanxi                  | Liu Liang                                       |
| Herreneinzel | Syabda Perkasa Belawa   | Lei Lanxi                  | Bobby Setiabudi                                 |
| Dameneinzel  | Gao Fangjie             | Chiu Pin-chian             | Chen Lu                                         |
| Dameneinzel  | Gao Fangjie             | Chiu Pin-chian             | Stephanie Widjaja                               |
| Herrendoppel | Chen Boyang Liu Yi      | Beh Chun Meng Goh Boon Zhe | Leong Jun Kai Jimmy Wong                        |
| Herrendoppel | Chen Boyang Liu Yi      | Beh Chun Meng Goh Boon Zhe | Muhammad Juan Elgiffani Muhammad Nendi Novatino |
| Damendoppel  | Liu Shengshu Tan Ning   | Li Yijing Luo Xumin        | Cheng Yu-pei Sun Wen-pei                        |
| Damendoppel  | Liu Shengshu Tan Ning   | Li Yijing Luo Xumin        | Laksika Kanlaha Phataimas Muenwong              |
| Mixed        | Cheng Xing Chen Fanghui | Jiang Zhenbang Wei Yaxin   | Lu Ming-che Chung Kan-yu                        |
| Mixed        | Cheng Xing Chen Fanghui | Jiang Zhenbang Wei Yaxin   | Pakkapon Teeraratsakul Phataimas Muenwong       |